# Arturo Ruiz del Pozo
Arturo Javier Ruiz del Pozo (Lima, 30 de abril de 1949) es un compositor clásico, pianista, acordeonista y músico de jazz peruano, vinculado al New Age.

## Biografía
Nació en Lima. Estudió en el Conservatorio Nacional de Música con Andrés Sas, Lily Rosay, Miguel Donoso y Édgar Valcárcel. Después de lograr el nivel de arreglista, continuó sus estudios musicales en el Royal College of Music, de la Universidad de Londres gracias a una beca ofrecida por el Consejo Británico, donde se especializó en composición de música concreta, electrónica y música para cine, con los tutores Lawrence Casserley y Kenneth Victor Jones, y obteniendo el grado de Master of Music in Composition en 1978.
Realizó dos grandes conciertos por la paz en el Perú:
- Marcahuasi 88, Encuentro por la Paz, en la que estrenó su obra Canto a Marcahuasi, en la meseta del mismo nombre, a 4000 metros de altitud, siendo por esto considerado un récord mundial.
- El concierto Nasca, Encuentro por la Paz 1991, realizado cerca de los famosos geoglifos de la cultura nazca. Aquí estrenó su obra Canto a Nasca, que integra antaras Nasca de cerámica, instrumentos musicales arqueológicos únicos en el mundo, con instrumentos nativos, populares y electrónicos. En este evento participó Manongo Mujica e importantes maestros de Nasca como: el ceramista Zenón Gallegos y el compositor Miguel Oblitas Bustamante quien ha escrito obras sinfónicas para la Antara Nasca.

Actualmente trabaja en la orquestación de estas obras, así como su Canto a Chavín, para orquesta y coros.

## Obras
- Canción para corno y orquesta
- Kanon expansivo para octeto de maderas y cuerdas
- Cuarteto de cuerdas
- Composiciones nativas para instrumentos autóctonos y cinta magnética (1978):
  - Estudio para quena
  - Lago de totoras
  - Despegue
  - Noche Ashaninka
  - Selvinas
- Nocturno para tres instrumentos y sonidos electrónicos.
- Canto a Marcahuasi (1988)
- Canto a Nasca (1991)

### Música para cine
- Expropiación (1976) de Mario Robles
- Ojos de perro (1982) de Alberto Durant
- Gregorio (1985) del Grupo Chaski
- El colchón (1998) de Daniel Rodríguez
- Triunfador (1999) de Daniel Rodríguez